# Trône
Trône è il nono album in studio del rapper francese Booba, pubblicato il 1º dicembre 2017 dalla Tallac Records.

## Tracce
1. Centurion – 1:39
2. Friday – 3:37
3. Drapeau noir – 3:23
4. Trône – 3:16
5. Bouyon (feat. Gato) – 3:20
6. Magnifique – 3:11
7. Ça va aller (feat. Niska e Sidiki Diabaté) – 2:43
8. Nougat – 2:57
9. Terrain – 2:29
10. À la folie – 2:46
11. 113 (feat. Damso) – 2:33
12. Ridin' – 3:31
13. Petite fille – 3:35
14. DKR (Bonus Track) – 3:35
15. É.L.É.P.H.A.N.T (Bonus Track) – 2:59

Traccia bonus nella versione fisica
1. Tout ira bien (Bonus Track) – 3:14

## Classifiche
| Classifica (2017) | Posizione massima |
| ----------------- | ----------------- |
| Belgio (Fiandre)  | 39                |
| Belgio (Vallonia) | 3                 |
| Francia           | 1                 |
| Svizzera          | 12                |